# ФК Монтедио Јамагата
Монтедио Јамагата (јап. モンテディオ山形) јапански је фудбалски клуб из Тенда.

## Име
- ФК НЕЦ Јамагата (јап. NEC山形サッカー部, 1984—1995)
- ФК Монтедио Јамагата (јап. モンテディオ山形, 1996—)

## Успеси
Првенство
- Фудбалска лига Јамагате: 1989.
- Фудбалска лига Тохокуа: 1990, 1991, 1992, 1993.